# Dejan Dražić
Dejan Dražić (in serbo Дејан Дражић?; Sombor, 26 settembre 1995) è un calciatore serbo, centrocampista o attaccante del FC Goa.

## Caratteristiche tecniche
Ala sinistra, può giocare come trequartista o come prima punta.

## Carriera

### Club
Il 7 agosto 2015 passa a titolo definitivo per 1.2 milioni di euro al Celta Vigo, società spagnola che milita nella Liga spagnola.

### Nazionale
Ha giocato nelle nazionali giovanili serbe Under-19, Under-20 ed Under-21.

## Palmarès

### Club

#### Competizioni nazionali
- Campionato slovacco: 1

Slovan Bratislava: 2018-2019
- Bandodkar Trophy: 1

FC Goa: 2024
- Super Cup: 1

Goa: 2025